# 吴淞江
吴淞江，中國上海市区内河段习称苏州河，古称淞江、吴江，亦名松陵江、笠泽江，簡稱「淞」，原为长江入海前最后一条支流，明代以后成为黄浦江支流。吴淞江发源于苏州市吴江区松陵镇以南太湖沿岸的瓜泾口，由西向东，在今上海黄浦公园北侧外白渡桥以东汇入黄浦江，全长125公里。

## 地名来源
吴淞江，最初称为松江。蒙元至元十五年（1278年）华亭府更名为松江府后，松江更名为吴淞江。上海开埠后，来沪外国人曾溯河往上，发现可以乘船直抵苏州府城，于是英文标准译名便为“Soochow Creek”。1848年，上海道台与英国驻沪领事签订展拓英租界条约时，首度在正式文本中，将吴淞江称为苏州河，后来上海市区的民众也逐渐称之为苏州河。但苏州河北新泾开始的上游地区民众和教科书等官方仍称之为吴淞江。

## 地理水文概况
吴淞江，古太湖地区的三江之一，随太湖地区的逐渐成陆而不断向东绵延。东晋时期，吴淞江入海口位于今上海青浦区白鹤镇西北的沪渎村。唐代中期，入海口移至今上海虹口区最北端的江湾镇以东。北宋时期，吴淞口移至今浦东高桥镇附近的南跄浦口，后最终由大跄浦口，即今吴淞口入长江。
吴淞江早期作为太湖的下泄水道，河流宽阔。唐代的吴淞口宽达二十里，随后逐渐淤塞，至永乐初疏浚河道前，吴淞江仅宽150丈。目前吴淞江呈东西窄、中间由苏州至甪直段较宽，最宽处约600至700米，上海市区段最狭窄处仅四五十米。
吴淞江属于中等的受潮汐影响的河流，地理学名词为感潮河流。潮水来时，潮流最远达到嘉定黄渡附近，受潮水影响，而水位发生变化的河段最远位于青浦赵屯乡附近。吴淞江河流比降平缓，由黄渡至河口段，河底的比降仅为0.085‰。黄浦公园附近河口的多年平均潮位在3.12米，潮差为1.83米。上游北新泾段高潮位为2.78米，平均潮差为0.72米。

## 水利

### 疏浚情况

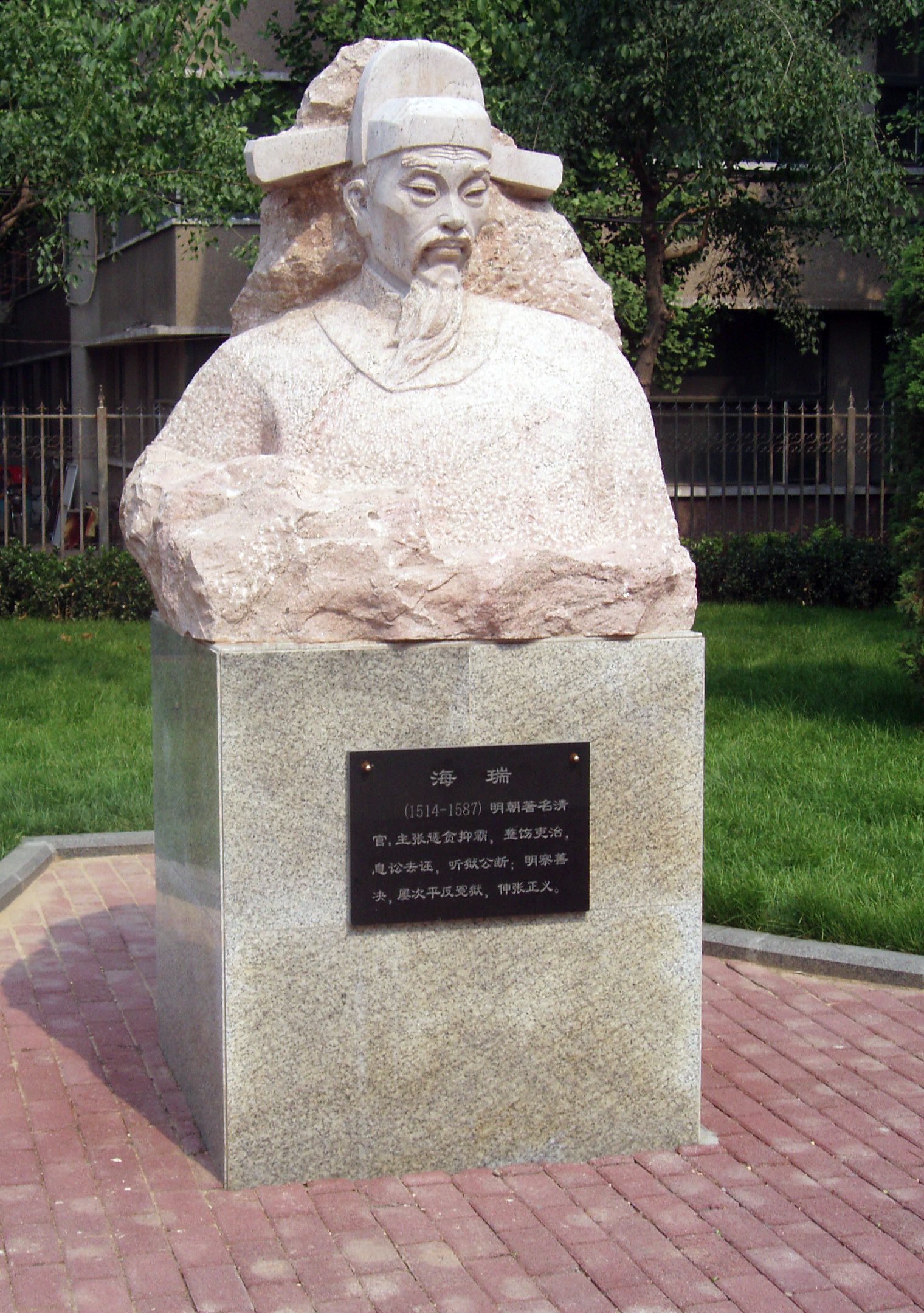
治理吴淞江的海瑞

吴淞江的水利兴修可溯至唐元和年间。元和五年（810年），地方政府在当时的松江华亭县青龙镇段修建河堤。延及北宋庆历二年，自太湖至松江口（即松江出海口）全线堤坝修筑完毕，史称吴江塘路。吴江塘路修建之后，松江水流蜿蜒曲折，最终使得下游河道逐渐淤积，松江口宽度日趋狭小。
当时，吴淞江以南支流共96条，以北支流共82条，较大的河湾共五处，称之为五汇，较小的河湾共42处，称之为四十二弯。五汇，即白鹤汇、顾浦汇、安亭汇、盘龙汇和河沙汇，这些大小弯道不仅减慢河水流速使下游淤积，并且在潮汛期经常引发水患。自宋宝元元年起，当地政府采用裁弯取直的方法整理五汇。当年，位于华亭与昆山间的盘龙汇被裁直，整修后的水道由四十里减至十里，工程完成后“道直流速，其患遂弭”。北宋嘉祐六年（1061年），白鹤汇被裁直。熙宁年间，白鹤汇与盘龙汇之间的顾浦汇被裁直。这三次裁弯取直以后，吴淞江的航运条件大幅改善，河道排水能力大幅提高。
但至北宋末宋徽宗崇宁二年（1103年），吴淞江下游潮泥淤积，水患复发。时任两浙路提举常平司的徐确通过考证《禹贡》中关于三江的内容，确定吴淞江古道，于是上奏开挖自封家渡古道至大通港，但不久河口重新被泥沙淤积，水患再度泛滥。宋大观三年，两浙路监使重新疏浚吴淞江，共设置十二闸，以防长江河沙重新淤塞松江口。
虽然两宋三百余年，连续不断地疏浚整修吴淞江也无法避免河流日渐萎缩的情况，但吴淞江的淤塞状况并没有到达严重的地步。直到蒙元至元十四年，外海和长江的大型商船仍能自吴淞江驶入，并直抵苏州的葑门。但此后，到大德八年（1304年），下游河道淤塞情况日趋严重。蒙元大德八年，时任海道千夫长的任仁发重新疏浚吴淞江，西起当时上海县边界的吴淞江，东抵当时嘉定县的石桥浜。工程全长三十八里八十一步三尺，水道深一丈五尺，河面宽二十五长。之后元泰定元年（1324年）、至正元年（1341年），地方官员又两次疏浚吴淞江，但始终只是解决一时的问题，吴淞江逐渐萎缩的状况未能改观。
大明洪武年间，吴淞江下游基本淤积成为陆地，黄浦（上海开埠后称黄浦江）汇入吴淞江的黄浦口的情况同样严重难以疏浚。明永乐元年，苏州、松江两府地区发生大规模水患。明政府派户部右侍郎的夏元吉疏浚河道、弭平水患。夏元吉到任后，一方面采用元代周文英的观点，引太湖水从浏河、白茆入长江，即“掣淞入浏”。另一方面他将黄浦引入范家浜经吴淞口入长江，从此吴淞口成为了黄浦江而不是吴淞江的入河口，史称“黄浦夺淞”。但此举将吴淞江原先的上游来水进行分流，反而加速了吴淞江的萎缩。明天顺二年，太湖流域大水，因此疏浚西起大盈浦、东至吴淞江巡司的下游河道。此后在成化十年、嘉靖元年分别两次疏通吴淞江中游和上游河道。
明隆庆三年，时任南京都察院右佥都御史巡抚应天十府的海瑞整治吴淞江和黄浦流域。这次疏浚，将黄渡起至今福建路桥附近的河段由原宽三十丈缩减至十五丈，河床底部宽七丈五尺。这次疏浚完成后，吴淞江下游呈现出今天看到的流向。至此，吴淞江在近外白渡桥附近进入黄浦的范家浜河道，彻底成为黄浦江的支流。

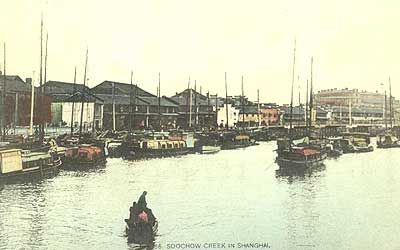
清朝上海的吴淞江畔停泊的沙船

满清时期，吴淞江下游疏浚依旧频繁，1670年，太湖水灾，翌年疏浚吴淞江。1673年，今福建路桥附近修建闸桥一座俗称老闸桥，17年后坍废。1735年，在金家湾即今大统路段新建闸桥，俗称新闸桥。1763年，吴淞江黄渡镇段，因河弯水浅，而沿岸遍布民居，故在镇南新开河道，称之为越河。1827年，曹家渡上游区段疏浚，同时拆除新闸桥。
1861年起，机器挖泥船开始用于吴淞江的河道疏浚。1914年6月，江南水利局成立吴淞江水利工程局，并分别于1919年、1920年、1924年分段疏通黄浦江下游区段的河流。1931年起至1937年，上海市工务局委托上海浚浦局开挖底泥。6年间共挖出底泥133万立方米。1950年，苏州河口至浒浦段进行底泥挖掘施工。此后的1963年、1979年、2011年分别进行了吴淞江的河道疏浚工程。

### 治污工程

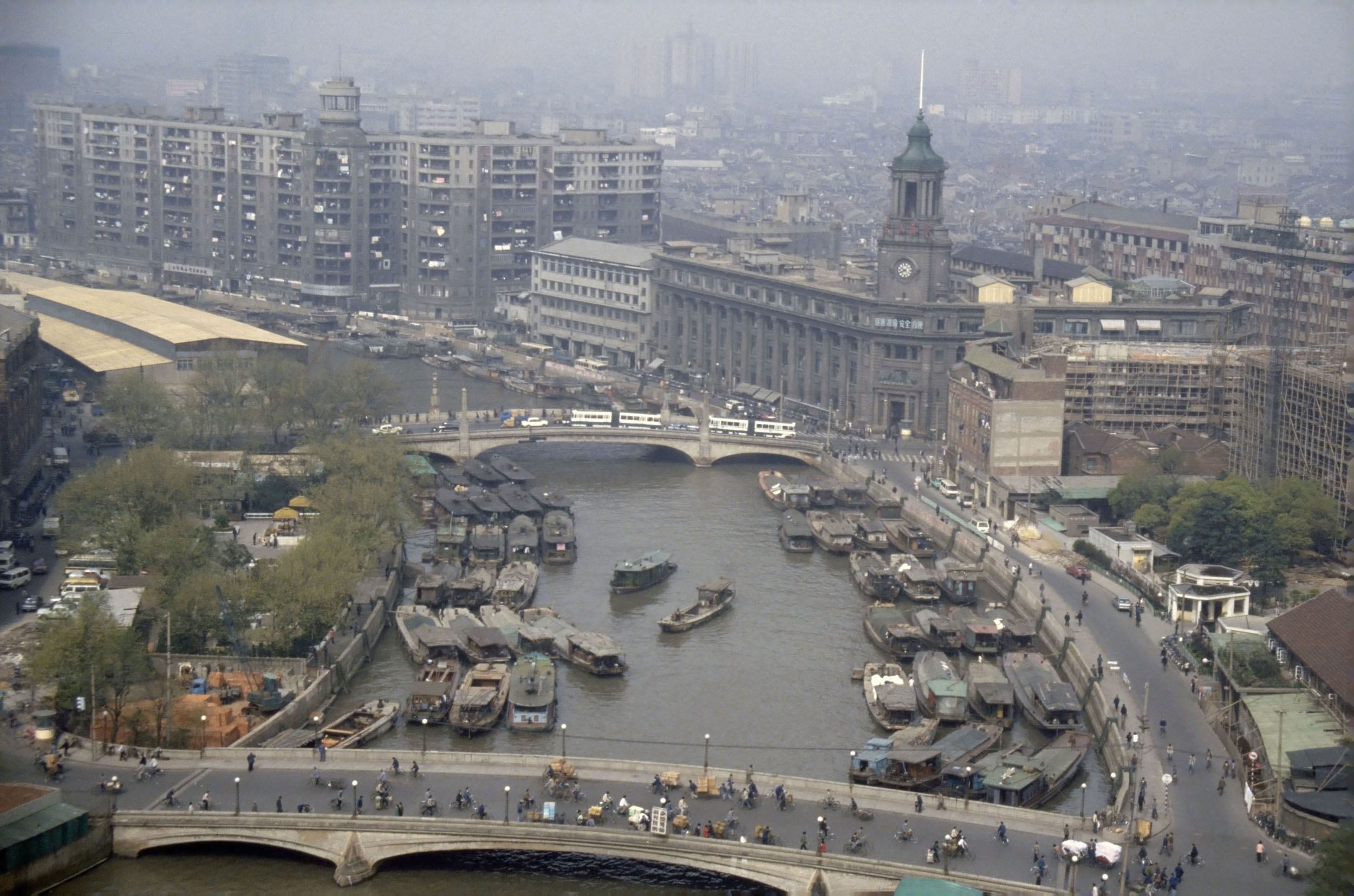
1987年河口段受污的吴淞江河水

1910年以前，上海的工业尚处起步阶段，苏州河水质并没有受到污染。1911年，闸北水厂在麦根路桥（今恒丰路桥）附近建造，2年后建成。闸北水厂采用苏州河水作为水源。但随苏州河沿岸工业区的兴起，沿河工厂将污水纷纷排入苏州河。自1920年起，每逢暑期高温来临，苏州河水便出现严重污染的状况。水中溶氧量为零，氮氨高达5毫克/升以上，并且水中有毒物质酚达到0.6毫克/升。1924年，由于苏州河水质情况极为严重，已经无法满足饮用水的水源最低标准，闸北水厂被迫搬迁至军工路，改用黄浦江水作为水源。1949年，污染区域扩大到吴淞江中山西路桥段。1956年，北新泾段水质也遭到污染。1977年，受污区域扩展至黄渡段，市区段河流鱼虾绝迹。到1990年，上海市境内的吴淞江共有27.6公里为严重污染河段。全年大部分时期，河流呈现黑臭的情况，严重影响了上海的景观和市民生活。

#### 苏州河整治一期工程
1988年，时任上海市市长的朱镕基确定整治苏州河工程作为市府的实事工程。1996年，经过数年的勘测、调研，上海市人民政府成立苏州河环境综合整治小组，确定“以水为中心、全面规划、远近结合、突出重点、分步实施”的方针。1997年，苏州和环境整治一期工程正式实施，河岸周围的黄浦、虹口、静安、闸北四区拆迁沿河码头，并布置沿河绿化，先行构造样板地段。1998年，市政府将沿河72家直接排污单位的排污口进行封堵，同时在上游兴建6条支流通往吴淞江的闸门。至2000年，苏州河的黑臭污染情况开始扭转。
一期工程完成后，苏州河的恶臭状况在2002年左右基本消除，水质达到地表水V类的景观水标准。其次在2000年吴淞江污染最重的断面底泥中，发现昆虫的幼虫。2001年，市区段重现成群的小型鱼类，同时滨河地区的绿化、公园、亲水平台大幅增加，改善了苏州河原先两岸枯燥的市容景观。

#### 苏州河整治二期工程

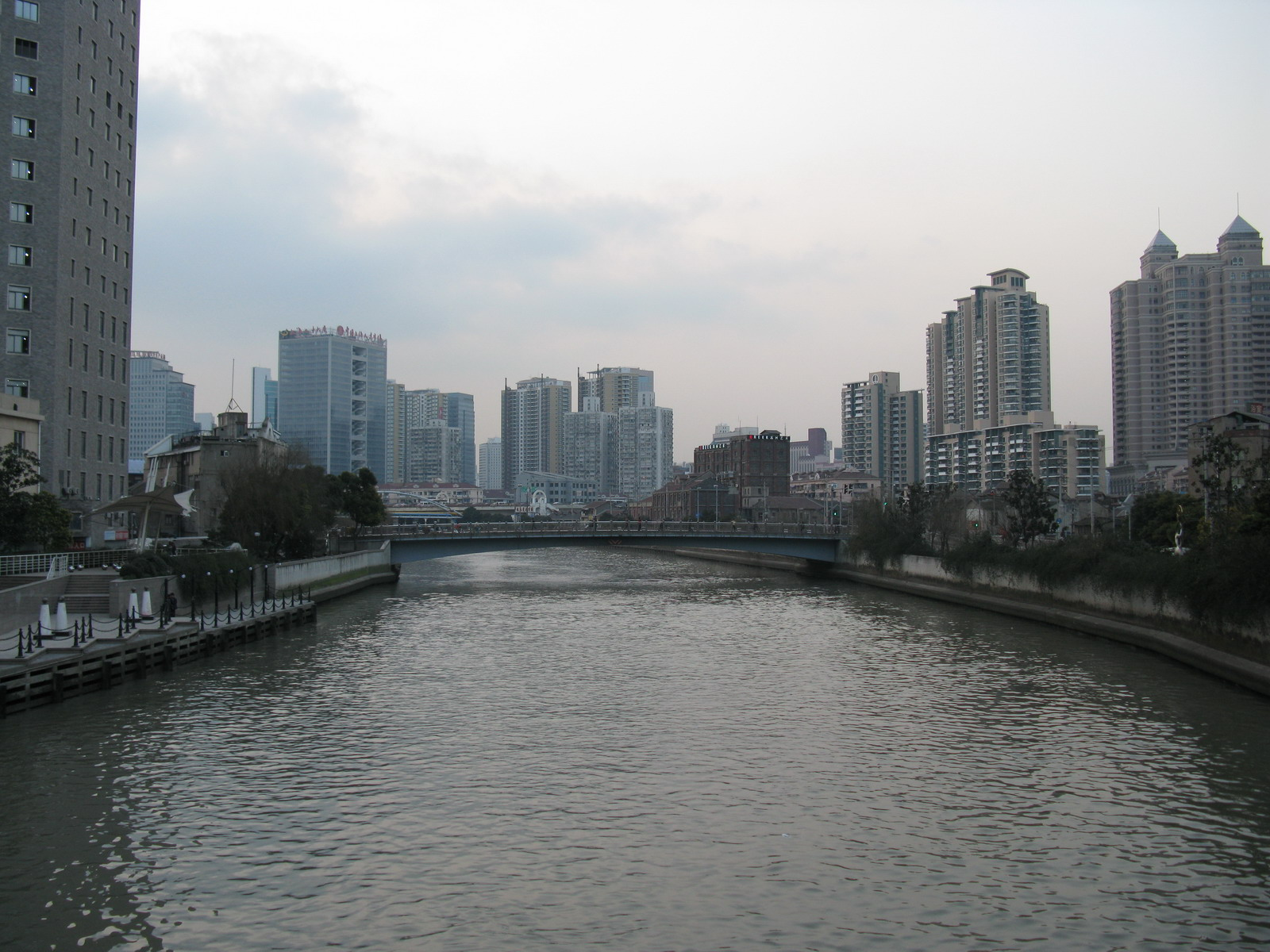
经过治理的苏州河

2003年起，苏州河整治进入二期工程阶段，这一阶段分八个项目完成，分别为：苏州河河口水闸建设工程、苏州河梦清园二期工程、苏州河上游地区-黄渡镇污水收集系统工程、苏州河中下游水系截污工程、苏州河沿岸市政泵站雨天排江量削减工程、苏州河两岸绿化建设工程、市容环卫建设项目、西藏路桥改建工程。二期工程总投资40亿元人民币，在2005年底前全部完成。
二期工程完成后，吴淞江中游的河滨环境得到改善。同时新建成的苏州河河口水闸的双向挡水，形成完善的苏州河综合调水系统，苏州河干流、支流水质继续稳步好转。吴淞江全线截流封堵向苏州河排污的污染源达到594个，嘉定区南翔、江桥、黄渡段的河道污染状况明显缓解。根据2005年的水质监测数据，化学需氧量、生化需氧量达到地表水IV类标准。氨氮标准受上游的支流等影响，但上下游的情况基本持平。

#### 苏州河整治三期工程
2006年起，苏州河开始进入大规模整治的最后一个阶段，三期工程。至2011年，三期工程进行到最重要的疏浚底泥工程。三期工程主要分为水系截污治污工程、长宁区环卫码头搬迁工程、青浦地区污水处理厂配套管网工程和下游段防汛墙加固改造和底泥疏浚工程。

#### 苏州河整治四期工程
苏州河四期工程于2018年12月30日正式啟動，苏四期投资估计在254.47亿元，所涉及的14个主要工程集中在防汛安全、污染治理、两岸整治等三大领域。

#### 吴淞江整治工程江苏段
2022年5月16日，吴淞江整治工程江苏段在昆山市花桥镇开工。

### 深层调蓄隧道工程
目前上海有计划在苏州河地下50至60米修建一条隧道用于存储雨水和污水，工程可进一步减少直排进入苏州河的雨水，并提高沿线地区的排水标准。工程现仅试验性建设两个工作井，后续工程未有继续推进。

## 经济

### 渔业
吴淞江自古作为吴地重要的河流，太湖与长江、东海的沟通渠道，渔业资源丰富。吴淞江中最为著名的是为松江鲈，因此种鲈鱼出产于松江之中，故名。东晋时，吴人张季鹰在洛阳城因见秋风起，想念起吴地的莼菜、松江鲈鱼而辞官回乡，即莼鲈之思。

### 航运

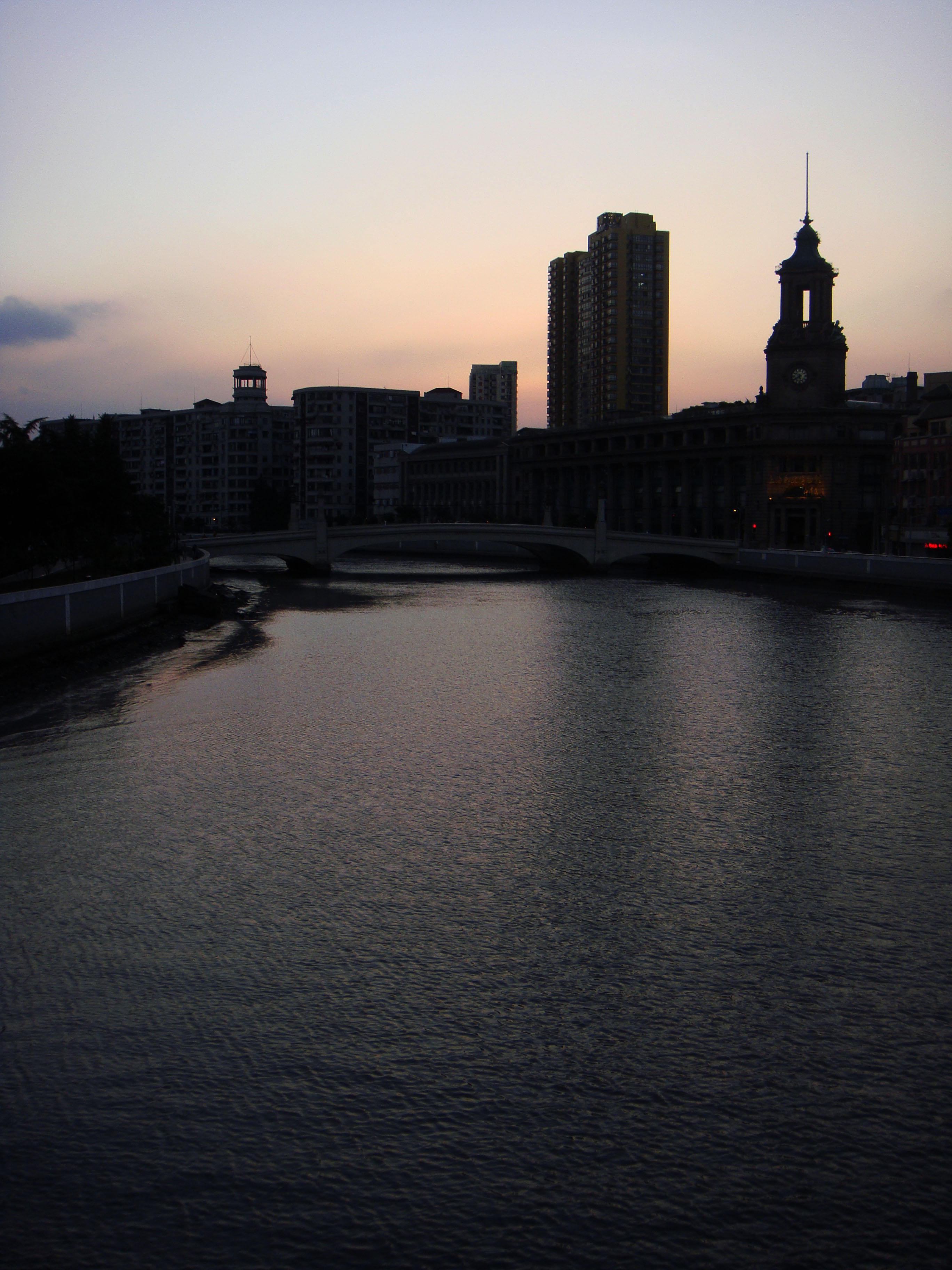
从乍浦路桥拍摄的，黄昏下的苏州河

吴淞江在元代以前，大型海上商船可经由此驶往苏州府城。19世纪末20世纪初，苏州河沿岸树立大量内河小火轮码头，是当时上海的内河客运中心（十六铺码头当时主要停靠海轮）。目前，吴淞江可由黄浦江内的上海港区驶入，沿河直达苏州宝带桥与京杭大运河相连。日常吴淞江水深低时一般在2米以上，容百吨级船舶进入行驶。平时由于跨河桥梁、架空桥梁较多，加之市区段的桥梁普遍较低，因此大潮来临时，船舶航行能力也只有百余吨。

### 渡口
1997年12月16日，上海市區境內的蘇州河最後一個渡口强家角渡關閉。2000年以后，上海郊區的渡口陆续關閉。位於白鹤镇新江村的新江渡口是苏州河上海市境內倒數第二個關閉的渡口。
- 万狮渡口：始於1991年，位於白鹤镇万狮村，是苏州河上海市境內最后一个渡口。2022年11月8日，万狮渡停航。[25]

### 跨河桥梁

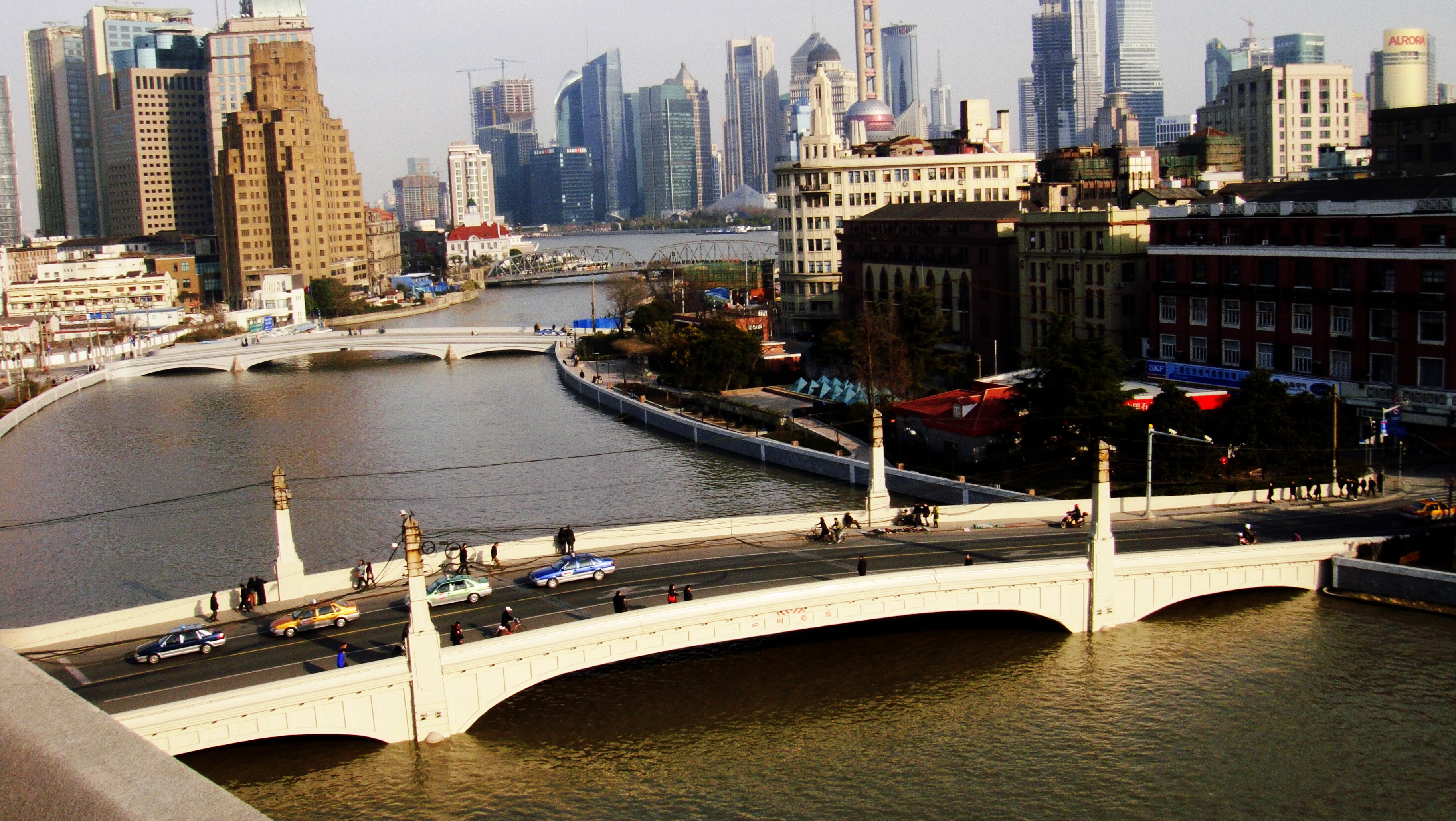
由近及远分别是四川路桥、乍浦路桥和外白渡桥

上海境内
- 外白渡桥
- 吴淞路闸桥（已拆除）
- 乍浦路桥
- 四川路桥
- 河南路桥
- 山西路人行桥
- 福建路桥
- 浙江路桥
- 西藏路桥
- 乌镇路桥
- 新闸路人行桥
- 成都路桥
- 恒丰路桥
- 昌平路桥
- 普济路桥
- 长寿路桥
- 昌化路桥
- 江宁路桥
- 西康路人行桥
- 镇坪路桥
- 东新路桥（已拆除）
- 叶家宅路人行桥
- 武宁路桥
- 曹阳路桥
- 白玉路桥（已拆除）
- 华东政法大学人行桥
- 凯旋路桥
- 中山北路桥
- 华东师大人行桥
- 古北路桥
- 中江路桥（已拆除）
- 泸定路桥
- 真北路桥
- 真光路桥
- 祁连山南路桥
- 云岭西路桥
- A20跨苏州河桥

江苏境内

## 人文
苏州河流经上海市区，涉及上海12个区2,012条中小河道，被稱为上海的“母亲河”，“吴淞江垂钓”是清朝末年上海十景之一。

### 旅游
随着苏州河治理工程使得吴淞江水质的转好，吴淞江的下游河段开始恢复游船和龙舟赛等吸引并促进旅游产业的活动。同时配合沿岸的历史建筑和创意园区构成上海的一处旅游平台。
2000年，随着苏州河一期工程进入尾声，水质明显得到改善之后。苏州河上逐渐开始恢复赛龙舟的传统民俗活动。2003年10月下旬，由中国国家体育总局社会体育指导中心、上海市体育局、中国龙舟协会和普陀区人民政府主办的第一届中国上海苏州河城市龙舟国际邀请赛开桨。至2021年，已举办到第十八届，有来自荷兰、比利时等国的队伍加入龙舟比赛。
2010年4月30日，上海世界博览会召开之前，吴淞江的普陀段开辟苏州河水上游览，在丹巴路码头至昌化路码头间往返运行，同年8月15日，增辟夜间航行。
2020年底，苏州河上海中心城区42公里岸线公共空间基本实现贯通开放。公共空间擁有绿地、道路景观和亲水平台。
2021年3月14日，蘇州河42公里滨河空间嘉定段基本完成，部分空間開始對外開放。
2021年12月23日晚上，苏州河静安段6.3公里长南北沿岸景观灯光全线亮灯。
2022年1月18日，苏州河黄浦段沿线绿地灯光和岸线灯光初具规模。
2022年9月17日，苏州河旅游水上航线开通试运营。外滩源、四行仓库、昌化路、长风公园四处码头率先投入试运营。丹巴路码头、中山公园码头於2022年年内交付。12月15日，“悠游苏州河”水上航线正式投入试运营。
2022年，普陀區在該區境內的蘇州河邊建造驿站“苏河驿”。
2023年5月1日，上海苏州河中山公园码头投入使用。
截至2023年8月，苏州河游船已经开出航班7200余班，接待游客9万人次。
2024年8月4日，西康路码头和梦清园码头啟用。

### 體育
上海赛艇公开赛自2021年起每年10月在苏州河上舉行。其中，4.2公里项目从普济路桥出发，500米项目从河南路桥出发，最终均到达外白渡桥附近的水域。
首屆上海苏州河半程马拉松赛於2023年4月22日舉辦，起點位於大洋晶典·天安千树，途经天安千树、上海造币博物馆、半马苏河公园等建筑，終點位於半马苏河公园。

### 滨河歷史建筑
吴淞江其周围遍布众多历史建筑。如外白渡桥、四川路桥、乍浦路桥等桥梁建筑，或是俄罗斯联邦驻沪总领事馆、原英国驻沪总领事馆等政治建筑，或是上海邮政总局、四行仓库等文化历史建筑。其中最具代表性的有：
- 外白渡桥
- 俄罗斯联邦驻上海总领事馆
- 上海大厦
- 英国驻上海总领事馆
- 乍浦路桥
- 光陆大楼
- 上海邮政总局
- 四川路桥
- 河滨大楼
- 上海总商会旧址
- 四行仓库
- 福新面粉厂
- 上海造币厂
- 圣约翰大学旧址
- 曹杨菜市场

### 霸王潮
唐宋元明时期，吴淞江经常泛滥。民间俗称“霸王潮”。传说在72个湾头，建造72个庙宇以镇服霸王潮。庙宇多以西汉初期的大将命名。今仍有庙宇法虞寺（虞姬寺）、地名曹王（曹参）、纪王（纪信）、彭浦（彭越浦、彭王庙）等遗迹可见。

## 延伸阅读
[在维基数据编辑]
 《欽定古今圖書集成·方輿彙編·山川典·松江部》，出自陈梦雷《古今圖書集成》